# Clethra lanata
Clethra lanata là một loài thực vật có hoa trong họ Clethraceae. Loài này được M.Martens & Galeotti mô tả khoa học đầu tiên năm 1842.